# Manu Pineda
Manuel Pineda, dit Manu Pineda, né à Málaga le 2 septembre 1965, est un activiste et homme politique espagnol.

## Biographie
Manuel Pineda Marín naît en 1965 à Málaga. Il est militant du Parti communiste de Málaga et syndicaliste des Commissions ouvrières (CCOO). Il a notamment été membre de la direction du syndicat des Transports des CCOO, puis membre de la direction de l'Union provinciale des CCOO à Málaga.
Il est également connu pour son activisme en faveur de la cause palestinienne. En septembre 2011 il se rend à Gaza (Palestine), plus tard il participe à la fondation de l'association Unadikum et agit comme brigadier pour cette association, ce qui l'amène à vivre une partie du temps sur place. Il a aussi été activiste en Cisjordanie, où il a rencontré la famille Tamimi.
Il est élu responsable des Relations internationales du Parti communiste d'Espagne (PCE) pendant le XXe Congrès du parti en décembre 2017.
Il est choisi en novembre 2018 pour figurer en 2e position sur la liste de la Gauche Unie pour les élections européennes de 2019 en Espagne, menée par Sira Rego. Le parti prévoyant de s'unir avec Podemos et d'autres confluences,, il figure finalement en 6e position sur la liste commune Unidas Podemos Cambiar Europea. Il est élu député au Parlement européen en mai 2019.
Le 10 janvier 2025, il assiste à la troisième investiture (en) de Nicolás Maduro, réélu de manière contestée à la tête du Venezuela.
Le 23 février 2025, il assiste aux funérailles (en) de Hassan Nasrallah, secrétaire général (en) du Hezbollah, tué le 27 septembre 2024 dans une frappe israélienne sur le quartier général du Hezbollah, dans la banlieue sud de Beyrouth.